# Slatina Peak

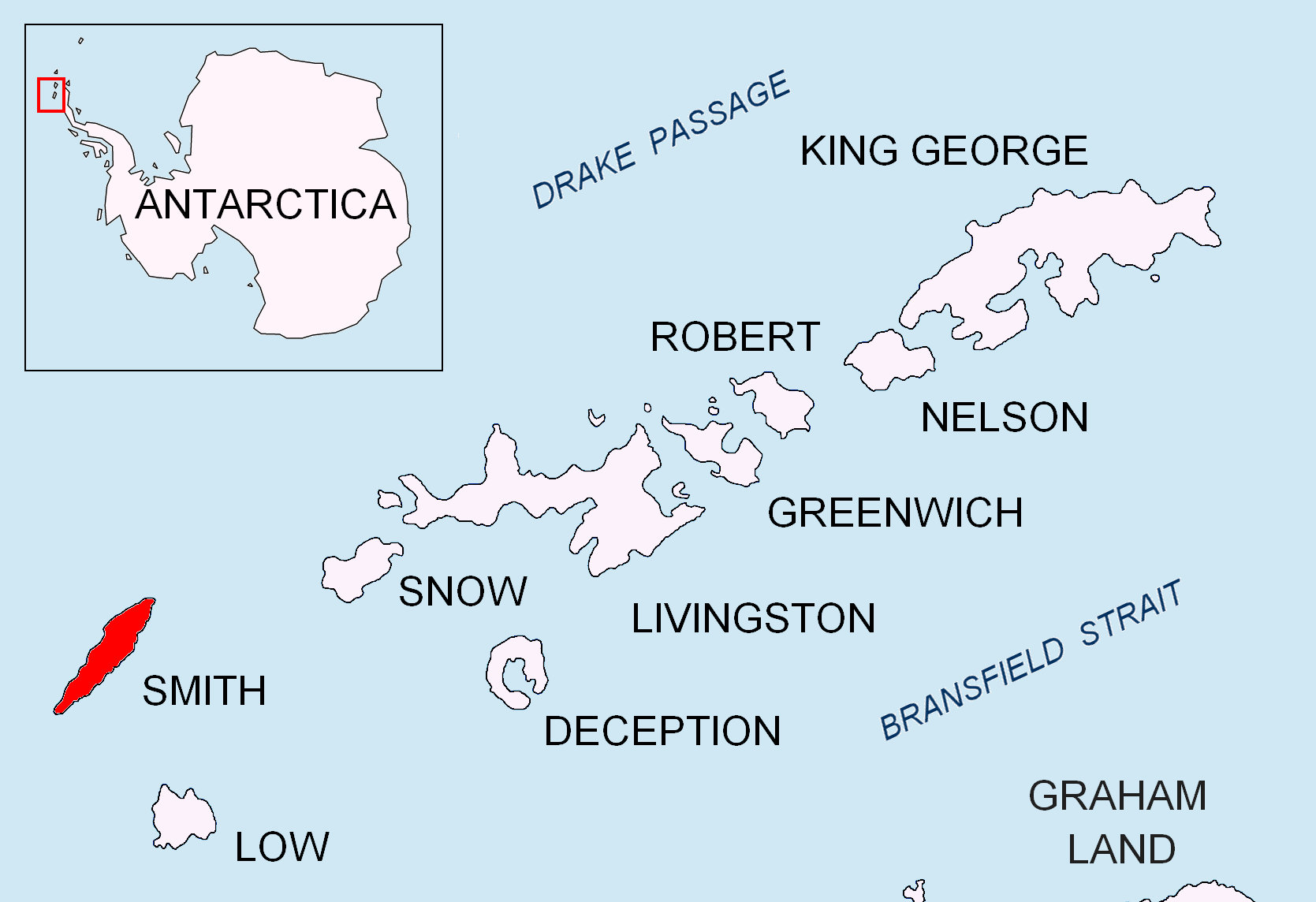
Localizzazione dell'Isola Smith, nelle Isole Shetland Meridionali.

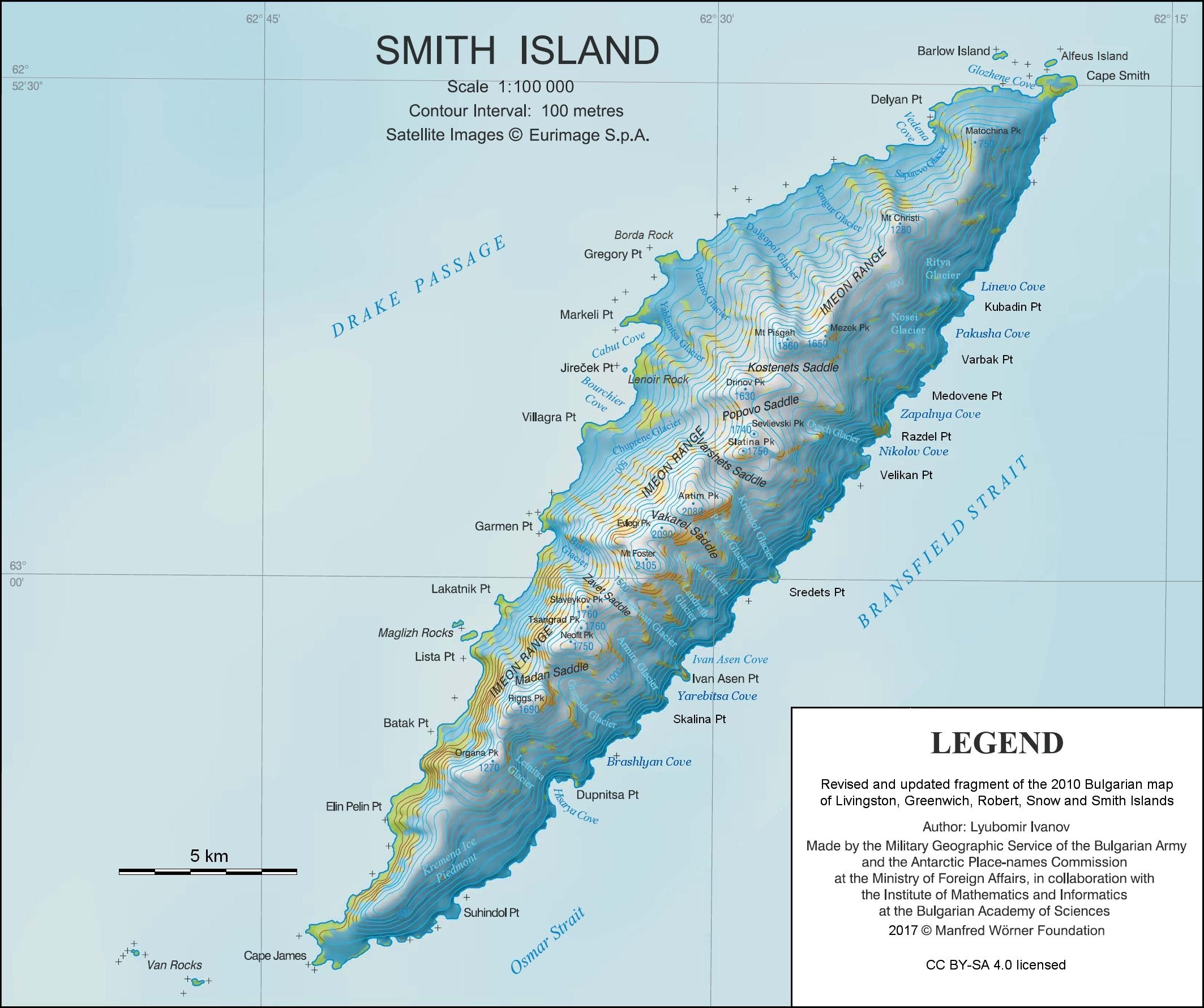
Mappa topografica dell'Isola Smith. Lo Slatina Peak si trova nella parte centrale, poco a nord dell'Antim Peak.

Slatina Peak (in lingua bulgara: връх Слатина, Vrah Slatina) è un picco montuoso antartico, alto 1.750 m, situato nell'Imeon Range, catena montuosa che occupa la parte interna dell'Isola Smith, che fa parte delle Isole Shetland Meridionali, in Antartide.

## Denominazione
La denominazione è stata assegnata dalla Commissione bulgara per i toponimi antartici in onore dei molti villaggi della Bulgaria che portano il nome di "Slatina", che nelle lingue slave indica un posto paludoso o acquitrinoso, o comunque una zona umida anche con acqua salmastra. sempi di tali insediamenti sono i villaggi omonimi del Distretto di Montana, Distretto di Loveč, Distretto di Plovdiv, Distretto di Silistra e Slatina nei pressi di Sofia, ormai integrato nella capitale bulgara.

## Localizzazione
Il picco è situato 2 km a nordest dell'Antim Peak, al quale è collegato tramite la Varshets Saddle, 4,09 km a est della parte meridionale di Villagra Point e 1,9 km a sud del Drinov Peak. Sovrasta la parte superiore del Ghiacciaio Chuprene a nordovest e il Ghiacciaio Krivodol a sudovest e sud.
Mappatura bulgara del 2009. 

## Mappe
- Chart of South Shetland including Coronation Island, &c. from the exploration of the sloop Dove in the years 1821 and 1822 by George Powell Commander of the same. Scale ca. 1:200000. London: Laurie, 1822.
- L.L. Ivanov. Antarctica: Livingston Island and Greenwich, Robert, Snow and Smith Islands. Scale 1:120000 topographic map. Troyan: Manfred Wörner Foundation, 2010. ISBN 978-954-92032-9-5 (First edition 2009. ISBN 978-954-92032-6-4)
- South Shetland Islands: Smith and Low Islands. Scale 1:150000 topographic map No. 13677. British Antarctic Survey, 2009.
- Antarctic Digital Database (ADD). Scale 1:250000 topographic map of Antarctica. Scientific Committee on Antarctic Research (SCAR). Since 1993, regularly upgraded and updated.
- L.L. Ivanov. Antarctica: Livingston Island and Smith Island. Scale 1:100000 topographic map. Manfred Wörner Foundation, 2017. ISBN 978-619-90008-3-0